# Шестизарядник
«Шестизарядник» (в российском прокате — «Полная обойма», англ. Six Shooter) — короткометражный игровой фильм Мартина Макдонаха, снятый им по собственному сценарию в 2004 году.
Первая же работа Макдонаха, уже к тому времени известного драматурга, получила приз Американской Киноакадемии в номинации «За лучший игровой короткометражный фильм». Но из-за нерентабельности выпуска в прокат или на DVD фильм вышел только в Великобритании и Ирландии. 1 мая 2006 года был показан по телевидению в Швеции.

## Сюжет
Действие представляет собой один день из жизни мистера Доннели (Брендан Глисон), день, наполненный для него кошмарными переплетениями из смертей. В больнице умирает его жена, а утомлённый доктор рассказывает про «смерть в колыбели» и женщину с отстреленной её собственным сыном головой, с которыми ему пришлось столкнуться этой ночью. По дороге домой в поезде на Дублин ему встречается необычный попутчик, юноша с хулиганскими манерами и грязным лексиконом, а потом рядом садятся муж с женой, потерявшие этой ночью сына. В течение всего нескольких минут происходит перепалка между юношей и супружеской парой, позже женщина кончает с собой, бросившись на ходу из поезда, а прибывший для расследования констебль с запозданием узнаёт в хулигане-пареньке убийцу собственной матери из утренних ориентировок. Во время ареста паренёк открывает стрельбу по полиции и на глазах проникшегося уже к нему симпатией мистера Доннели гибнет, изрешечённый пулями. В эпилоге с собой решает покончить уже мистер Доннели: в шестизаряднике два патрона, и он сначала убивает домашнего питомца — кролика по имени Дэвид, однако затем по невероятной случайности роняет револьвер, тот стреляет, и в нём заканчиваются патроны, так что Доннели не может покончить с собой. «Что за ужасный день!» (англ. What a fucking day!) — восклицает герой в финале.

## Название
Прослеживаемая по ходу сюжета череда смертей «миссис Доннели — мать Паренька — ребёнок Дулли — миссис Дулли — Паренёк» приводит наблюдательного зрителя к тому, что в фильме, поскольку он называется «Шестизарядник», после развязки, в ходе которой гибнет Паренёк, должен погибнуть ещё один. Когда мистер Доннели подносит к виску револьвер, он близок к смерти, но тут перед ним появляется кролик и гибнет вместо него. В результате шесть смертей соответствуют шести патронам в барабане.

## В ролях
| Актёр             | Роль              |
| ----------------- | ----------------- |
| Брендан Глисон    | мистер Доннели    |
| Руори Конрой      | Паренёк           |
| Дэвид Уилмот      | Мужчина           |
| Эшлинг О’Салливан | Женщина           |
| Гари Лайдон       | Констебль         |
| Донал Глисон      | Продавец          |
| Дэвид Мюррэй      | Доктор            |
| Тайг Конрой       | Паренёк в детстве |
| Дэвид Пирс        | Коротышка         |
| Энн МакФарлэйн    | миссис Доннели    |

## Язык
Персонажи «Шестизарядника» прописаны сродни тарантиновским и поэтому имеют свои особенности в стилистике речи. Парнишка, например, всех мужчин называет fellow («пацан», «паренёк»), но при всей примитивности говорит о таких вещах, как дрессаж, рассуждает о Боге, упоминает Рода Стайгера, Марвина Гея, группу «Бронски бит». Мистер Доннели не употребляет матерных слов до самого конца, когда напряжение достигает своего апогея, тем сильнее звучит оно в конце. Мистер Доннели и Паренёк употребляют в речи слово «likе» в качестве просторечного междометия, аналога русского «типа».

## Факты
- Рыжего продавца сыграл сын Брендана Глисона, Донал.
- Паренька в детстве играет сын исполняющего его роль актёра Руори Конроя.
- Актёр Руори Конрой и актриса Эшлинг О’Салливан играли вместе в Британском Императорском театре в пьесе МакДонаха «Калека с острова Инишмаан».
- Мужчину, отца умершего младенца, зовут Пато Дули. Так же зовут персонажа «Линнейнской трилогии» Мартина МакДонаха.
- Фильм посвящён некоему Роду.

## Награды
- В 2004 картина стала лучшей первой короткометражкой ирландского режиссёра на «Cork International Film Festival»
- В 2004 Приз Фестиваля за лучший ирландский короткометражный фильм на «Foyle Film Festival».
- В 2005 номинирован на премию BAFTA Film Award, как лучший короткометражный фильм.
- В 2005 лучший короткометражный фильм на «British Independent Film Award»
- В 2005 победа на «IFTA Award» за лучший короткий метр, там же фильм был представлен в номинации «Раскрывшийся талант года» (Мартин МакДонах — автор сценария и режиссёр).
- 5 марта 2006 фильм завоевал премию «Оскар» в номинации за лучший игровой короткометражный фильм.
- 2006 год — Премия Аудиенции на «Leuven International Short Film Festival».